# Der Fall Molander
Der Fall Molander ist ein unvollendet gebliebener, deutscher Spielfilm aus den Jahren 1944/45 von G. W. Pabst mit Paul Wegener in der Hauptrolle.

## Handlung
Der Nachwuchsgeiger Fritz Molander hat von seinem Vater, einem berühmten Dirigenten, eine Violine von Stradivari geerbt, die sogenannte „Sternengeige“. Molander junior besitzt viel Talent und hat es bereits zum ersten Geiger in der Staatsoper gebracht. Doch er will mehr. Sein Ziel ist der große Ruhm, wie ihn einst der früh verstorbene Vater erlangt hatte. Denn seit dessen Tod ist die Familie in beträchtlichen ökonomischen Schwierigkeiten und muss sich einschränken. 
Fritz will diesen Zustand unbedingt ändern. Zu allem Überfluss verlangt Molanders Konzertagentur einen beträchtlichen Vorschuss, den er jedoch nur dann zahlen kann, wenn er die kostbare Sternengeige veräußert. Nach dem Verkauf der Stradivari kann Molander endlich unbeschränkt Konzerte geben und wird von der Kritik wie vom Publikum gefeiert. Doch plötzlich verhaftet ihn die Polizei: Es sei festgestellt worden, dass es sich bei der angeblichen Stradivari um eine Fälschung handele.
Elisabeth Molander, die Schwester des Künstlers, geht daraufhin zu ihrem heimlichen Verlobten, dem jungen Staatsanwalt Holk, der den „Fall Molander“ bearbeitet. Während sie Holk anbietet, wegen dieses „Skandals“ die Verlobung zu lösen, will er, um nicht in einen Interessenskonflikt zu geraten, von diesem Fall als Staatsanwalt zurücktreten. Elisabeth wendet sich daraufhin an den Vater ihres Verlobten, den alten Generalstaatsanwalt Holk. Dieser beschließt daraufhin, den Fall selbst zu bearbeiten. Seine Nachforschungen ergeben schließlich, dass der alte Instrumentenbauer Dannemann die Sternengeige bei einer Reparatur gegen eine wertlose aber nicht sofort zu erkennende Fälschung ausgetauscht hatte. Dabei ging es ihm nicht um das Geld, sondern, als besessenem Instrumentenliebhaber, um das große Stück Geigenbauerkultur.
Fritz Molander wird aus der Haft entlassen und ist rehabilitiert. Der alte Holk sorgt außerdem dafür, dass nun sein Sohn und seine Verlobte wieder zusammenkommen, ganz offiziell als Paar auftreten und schließlich heiraten können. Während Elisabeth ihren Verlobten endlich der Mutter vorstellen kann, klingen die von Fritz Molander der Stradivari entlockten Klänge aus dem geöffneten Fenster.

## Vorgeschichte und Produktionsnotizen
Der Fall Molander ist der letzte reichsdeutsche Pabst-Film. Eigentlich war Regisseur Pabst nach Paracelsus, seinem Hauptwerk im Dritten Reich, seit 1943 für andere Stoffe vorgesehen. Die produzierende Bavaria wollte, dass er den Film Regimentsmusik dreht, die Regie ging aber schließlich (1944) an Arthur Maria Rabenalt. Dann trat Pabst mit der Prag-Film in Verhandlung, für die er ab Januar 1944 den Stoff Theresa Lasotta drehen sollte. Für die Titelrolle war u. a. Heidemarie Hatheyer im Gespräch. Schließlich wurde Pabst damit beauftragt, für die Terra Film den Kriminalfilm Der Fall Molander zu realisieren.
Die Dreharbeiten begannen am 28. August 1944 in den Barrandov-Ateliers in Prag. Bei Kriegsende befand sich der komplett abgedrehte Film im Schnitt und wurde nicht mehr vorführfertig vollendet.
Die Filmbauten stammen von Robert Herlth und wurden von Gerhard Ladner ausgeführt. Für den Ton zeichnete Walter Rühland verantwortlich. Herstellungs- und Produktionsleiter war Adolf Hannemann.
Der unvollendete Film befindet sich entgegen anderslautender Behauptungen nicht im Národní Filmový Archiv in Prag; er gilt als verschollen.

## Sonstiges
Eine fiktive Geschichte von Entstehung und Verbleib des Films bildet den Handlungsrahmen des 2023 erschienenen Romans Lichtspiel von Daniel Kehlmann.